# Tu sei Pietro
Tu sei Pietro è un'antologia di poesie della scrittrice italiana Alda Merini.

## Storia editoriale
Nel 1961 l'editore Scheiwiller pubblica questa nuova raccolta di poesie d'amore non corrisposto dedicate al medico Pietro Paschale che aveva in cura le sue due figlie. Come afferma Maria Corti nella prefazione all'edizione del volume da lei curata, "Questa silloge poetica venne suggerita ad Alda Merini dall'astrologa e letterata di quegli anni, Violetta Besesti, destinataria della lirica 'Sogno'".
Scrive Maria Corti "Questa raccolta del 1961, cui seguirà un ventennio di silenzio, è un anello di congiunzione fra il prima e il dopo: già il titolo "Tu sei Pietro" è segnale di una sovrapposizione della metafora biblicoevangelica a un evento terreno drammatico, il che si ripeterà nella raccolta La Terra Santa (1984), il capolavoro della Merini."
La raccolta è divisa in tre parti. Nella prima parte forti sono i richiami evangelici mentre nella seconda e nella terza domina il senso tragico del fato che investe ogni evento della vita.

## Esempi di strofe
- Se tu mi hai posto in grembo e nella mente/ questo seme dolcissimo di amore,/ versa sopr'esso un'aria che lo allevi/ e che gli dia più facile respiro! (da Inno)
- Sempre, Violetta, il tempo ti oscurava/ dentro quella mordente nostalgia/ di cose pure, nate dal pensiero/ purificate al vivo nel dolore. (da Sogno)
- Se affidassi al buon vento questo viso/ dove già s'accavallano le tracce/ di un'antica bellezza e mi affissassi/ alla mano pulita della luce,/ so che ne tornerei trasfigurata.(da L'aria infiammata che mi invoca a danze)
- Dentro la Tua pietà rendimi una/ perché a te che io tendo dalla vita/ prima che conoscessi questi inferni. (da Come posso perciò trasfigurare)
- Ho buttato il mio verbo come Iddio/ (l'amore fa di questi prepotenti/ e nuovissimi doni) ed ho creato/ proprio col soffio identico iniziale/ con cui Dio ha fatto l'uomo. (da Ho buttato il mio verbo)
- O fermento/ bello di donna dalle dritte spalle/ cui le dita di angelo racchiuso/ hanno impresso una curva di mistero/ mentre che all'apparenza ne gioivi/ profondamente come in veste nuova. (da Donna al pianoforte)
- Come quieta fontana o soleggiato/ pesce scherzoso avvolto ad una spina,/ come il prisma del grano che profonda/ la sua attesa nel sole/ prima di denudarla dentro il pane,/ così sei religioso per tua sorte/ dacché cali i tuoi spiriti pensosi/ sopra le immonde piazze dei poeti./ So per me stessa tutta la visione/ del tuo canto patito come neve/ che ti preme d'amore alle ginocchia. (da A Vanni Schweiller)